# Adeixis baeckeae
Adeixis baeckeae là một loài bướm đêm trong họ Geometridae.